# 庄国泰
庄国泰（1962年4月25日—），男，汉族，福建泉州人，中华人民共和国政治人物，曾任环境保护部副部长、党组成员，中国气象局局长。现任甘肃省政协党组书记、主席。第十四届全国政协委员。

## 生平
1979年7月进入成都气象学院气象系大气探测专业学习。1986年9月进入北京大学环境科学中心攻读大气物理专业硕士研究生。
1989年8月起，先后在国家环保局宣教司、办公室、自然保护司工作。历任主任科员、生态处副处长、生态处处长。2000年2月，任环保总局自然生态保护司副司长（其间于2003年3月至2003年10月挂任三峡工程开发总公司计划合同部副部长）。2004年12月，任环境保护对外合作中心副主任（正局级）。2006年2月，任环境保护对外合作中心主任（正局级）。2008年9月，任环境保护部自然生态保护司司长。2015年11月，任环境保护部办公厅主任。2017年12月，任环境保护部党组成员。2017年12月30日，任环境保护部副部长。2018年3月国务院机构改革后，任生态环境部副部长、党组成员。
2020年12月，任中国气象局党组书记，并于翌年1月4日任该局局长。直到2023年1月23日离职。
2023年1月，庄国泰外放至甘肃省，出任甘肃省政协党组书记，并于同年1月17日，当选第十四届全国政协委员，1月18日，当选甘肃省政协主席。